# スロヴェンスケ・コニツェ
スロヴェンスケ・コニツェ(Slovenske Konjice) は、スロベニアの市である。
南にシュマリェ・プリ・イェルシャフとシェントユル・プリ・ツェリュ、西にヴォイニク、北西にズレチェ、北にオプロトニツァ、東にスロヴェンスカ・ビストリツァ、そして南東にロガーシェカ・スラティナがある。